# Rhaphiostylis elegans
Rhaphiostylis elegans är en tvåhjärtbladig växtart som beskrevs av Adolf Engler. Rhaphiostylis elegans ingår i släktet Rhaphiostylis och familjen Icacinaceae. Inga underarter finns listade i Catalogue of Life.